# Becher

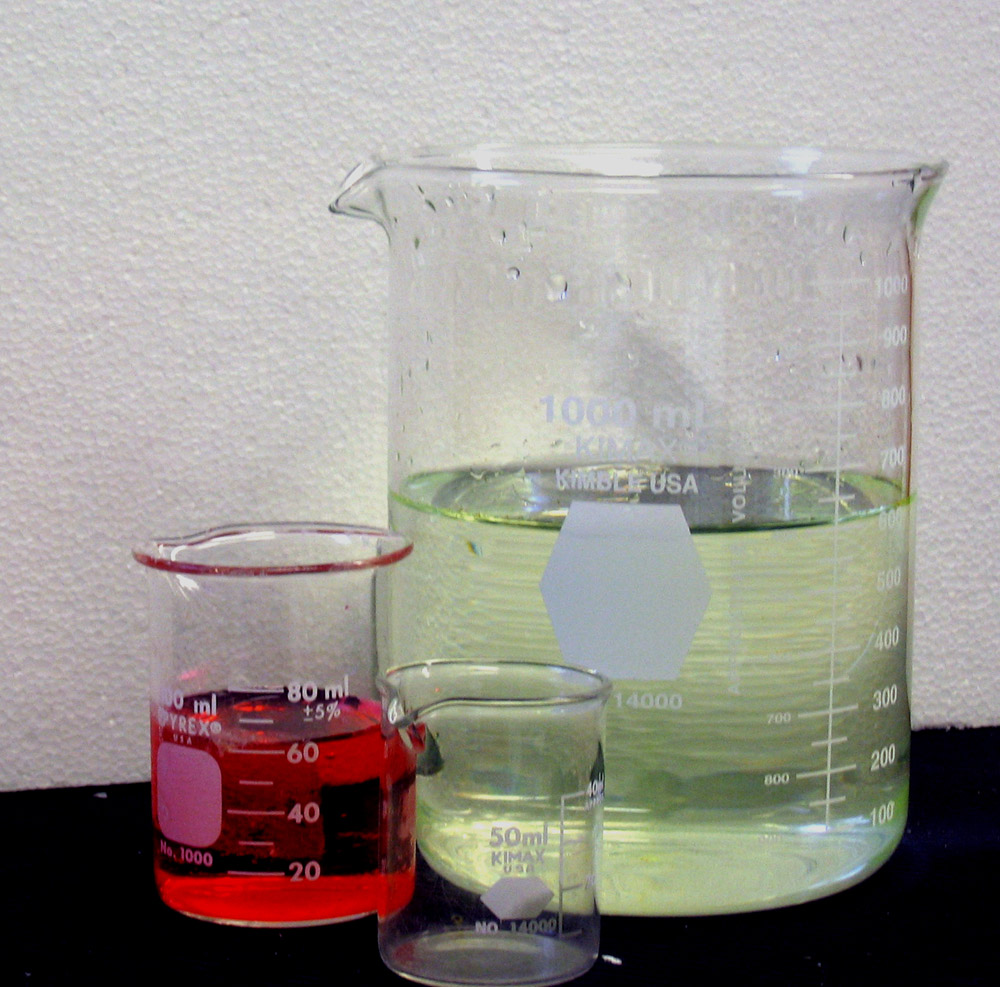
Becher di varie dimensioni

Il becher è un diffuso strumento in vetro utilizzato nei laboratori chimici generalmente come recipiente.

## Descrizione
È generalmente di vetro o di vetro borosilicato (anche noto come Duran, Pyrex e altri) che permette l'utilizzo a temperature elevate. Sono diffusi anche becher in materie plastiche come il polipropilene o il polimetilpentene. È di forma cilindrica con un beccuccio, di varia capacità e generalmente si trova tarato o graduato, anche se, a causa del diametro piuttosto grande, le graduazioni vengono utilizzate solo a scopo indicativo.
Serve soprattutto a raccogliere liquidi, sciogliere sostanze e creare soluzioni. 

## Etimologia
Il sostantivo becher deriva dal tedesco Becher che indica un contenitore cilindrico o semplicemente un bicchiere. A volte si usa, per lo stesso oggetto, la forma inglese beaker.